# إسلام سليماني
إسلام سليماني هو لاعب كرة قدم جزائري، (ولد في 18 جوان 1988 بمدينة الجزائر) ويعد الهداف التاريخي للمنتخب الجزائري، يلعب حاليًا لصالح نادي كوريتيبا البرازيلي الذي يلعب في دوري الدرجة الثانية، سجل هدفًه الأول مع المنتخب في مرمى منتخب رواندا ضمن تصفيات كأس العالم لكرة القدم 2014.
يعد أحد كِبار المهاجمين على الصعيدين الجزائري والأفريقي، حيث اشترى النادي البرتغالي سبورتينغ لشبونة عقده بعدما كان لاعبا في نادي شباب بلوزداد الجزائري. تم استدعاؤه من طرف مدرب المنتخب الجزائري لأول مرة في لقاء رواندا ضمن التصفيات المؤهلة لكأس العالم بالبرازيل، وسجل حينها أول هدفًا له في مرمى منتخب رواندا ضمن تصفيات كأس العالم لكرة القدم 2014
فاز إسلام سليماني بالكرة الذهبية الجزائرية لسنة 2013 والتي تسلّم لأفضل لاعب جزائري في كل عام، وذلك بعد تألقه مع المنتخب الجزائري لكرة القدم ومساهمته الكبيرة في تأهل المنخب الجزائري لكأس العالم 2014 بالبرازيل.
وتم اختياره مرتين كرجل المباراة من قبل الفيفا في كأس العالم وذلك ضد منتخبي كوريا الجنوبية والمنتخب روسيا خلال دور المجموعات ببطولة كأس العالم 2014).

## مسيرته الكروية

### شباب بلوزداد

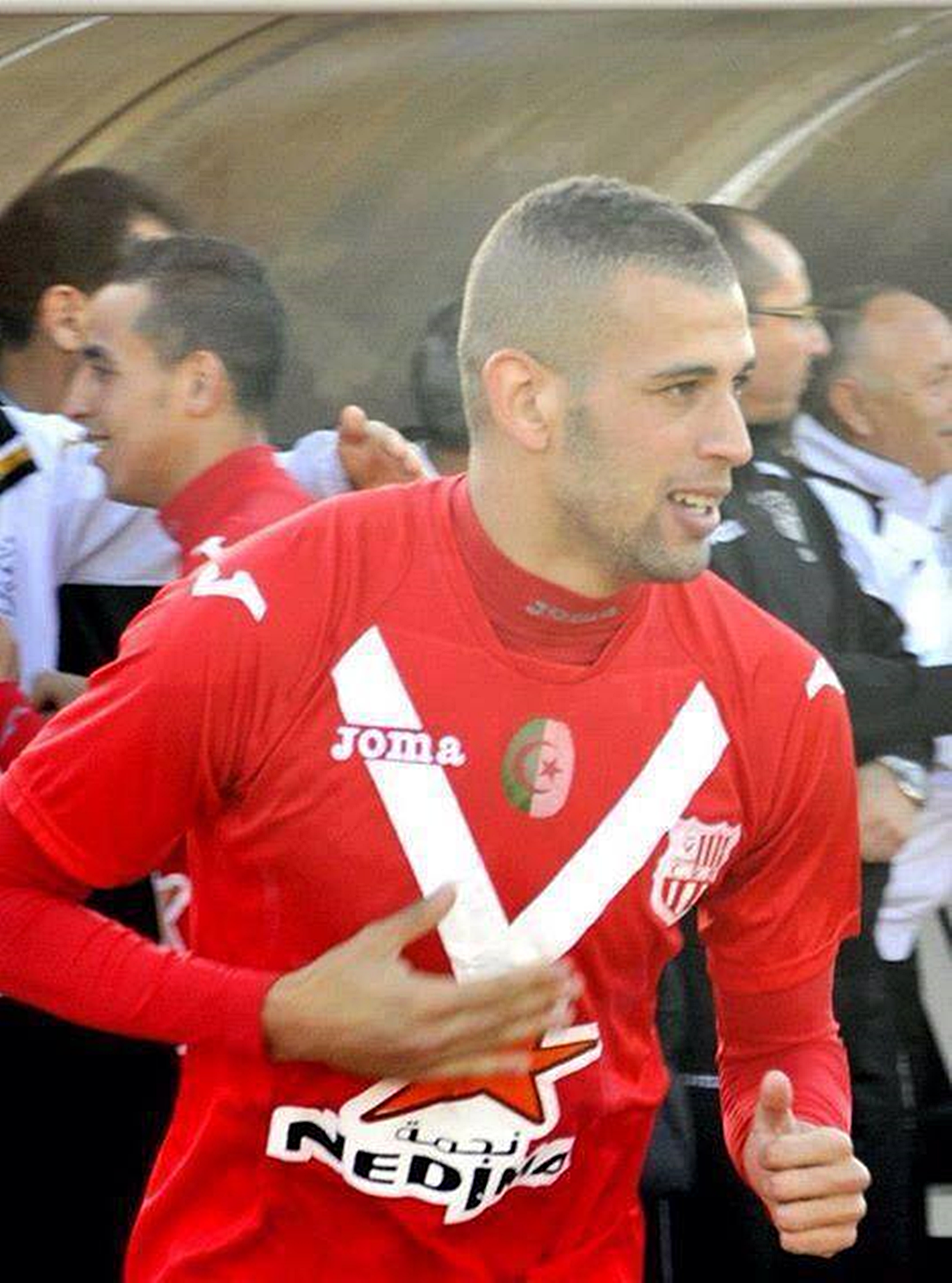
سليماني مع شباب بلوزداد في 2012

بدأ إسلام سليماني مسيرته الكروية مع فريق عين البنيان قبل أن يغادر إلى نادي الشراقة للهواة الذي يلعب في الدرجة الثالثة الجزائرية. قضى هناك موسمًا كاملاً، حيث سجل 19 هدفًا في 20 مباراة.
في 17 مايو 2009، إنتقل سليماني إلى شباب بلوزداد بمبلغ 800 ألف دينار جزائري، أي ما يعادل 8000 يورو. في أغسطس، ظهر لأول مرة رسميًا مع النادي كلاعب ضد مولودية وهران في الأسبوع الأول من البطولة الجزائرية القسم الأول موسم 2009–10. خلال موسم 2009-2010، لعب 30 مباراة سجل خلالها ثمانية أهداف في دوري الدرجة الأولى الجزائري.
في 17 مايو 2011، خلال موسم 2010-2011، سجل سليماني أربعة أهداف في انتصار فريقه 7-1 ضد شبيبة القبايل. لعب 26 مباراة وأحرز 10 أهداف هذا الموسم.
في يوليو 2011، مع انتهاء تعاقده، أبدت العديد من الأندية الفرنسية مثل نيس ولوهافر اهتمامًا بالتعاقد معه، لكن سليماني قرر التوقيع على تمديد لمدة عامين مع شباب بلوزداد.
في 2 يوليو 2013، أعلن الاتحادية الجزائرية لكرة القدم أن اللاعب أصبح حراً قبل عام واحد من انتهاء العقد المبرم بين شباب بلوزداد واللاعب. وبالتالي، أصبح لدى سليماني إمكانية ترك النادي دون دفع رسوم انتقال. السبب هو بند ينص على شراء شقة لصالح اللاعب ولكنه لم يحدث.

### سبورتينغ لشبونة

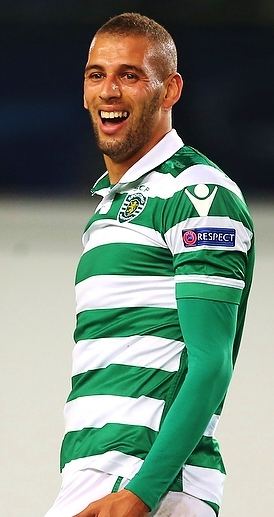
سليماني مع سبورتنغ

في 6 أغسطس 2013، انضم سليماني إلى نادي سبورتنج لشبونة مقابل مبلغ غير معلن. بدأ موسم 2013-14 كبديل، واكتسب سمعة كلاعب مؤثر بسبب تسجيله لأهداف هامة عند دخوله من مقاعد البدلاء. بسبب سوء اداء فريدي مونتيرو، أصبح سليماني لاعبًا أساسيًا وسجل أربعة أهداف في أربع مباريات في أوائل مارس 2014 ضد ريو أفي، براغا، فيتوريا سيتوبال وفي فوز فريقه 1-0 على بورتو. في ديسمبر 2013 كان يعتبر أفضل لاعب كرة قدم جزائري في العام حيث فاز بالكرة الذهبية الجزائرية.
في موسمه الثاني، كان سليماني لاعباً أساسياً. كان هدفه الأول هذا الموسم هو هدف التعادل في ديربي لشبونة 1–1 خارج أرضه أمام بنفيكا. على المستوى الأوروبي، سجل سليماني هدفه الأول ضد شالكه 04 على ملعب جوزيه ألفالادي في الدقيقة الأخيرة لينتهي اللقاء بنتيجة 4-2 لصالح سبورتنج. في نهاية الموسم، احتل سبورتنج المركز الثالث في الدوري البرتغالي، ولكن في كأس البرتغال وصل إلى النهائي ضد براغا في 31 مايو 2015، وسجل سليماني هدفًا ساعد سبورتينغ في تجاوز تأخره بهدفين ليحقق التتويج الكأس في نهاية المباراة بركلات الترجيح 3-1. في ذلك الموسم، خاض سليماني 33 مباراة وسجل 15 هدفاً، من بينها 12 في الدوري.
في موسم 2015–16، قال سليماني إنه سيكون موسمه الأخير ويطمح لتحقيق لقب الدوري البرتغالي الغائب لمدة 14 عامًا مع المدرب جورجي جيسوس، الذي قال إنه سيعتمد بشدة على سليماني للفوز بالألقاب. وكانت البداية في كأس السوبر البرتغالي ضد بنفيكا وانتهت بفوز سبورتينغ بهدف واحد محققًا لقبه الثاني. في بداية الدوري، سجل سليماني هدفه الأول ضد أكاديميكا في مباراة الذهاب في 4 أكتوبر 2015، وفي الجولة السابعة ضد فيتوريا دي غيماريش، سجل أول ثلاثية له في الدوري البرتغالي. في قمة الجولة الخامسة عشرة، نجح سليماني في تسجيل هدفين في مرمى حارس مرمى بورتو إيكر كاسياس ليقود الفريق إلى صدارة الدوري. بعد هذه المباراة، سجل سليماني في أربع مباريات متتالية 6 أهداف ضد فيتوريا سيتوبال وبراغا وتونديلا وباكوس دي فيريرا. بعد مباراتين، عاد ليسجل هدفين في ناسيونال.
قبل مباراة ديربي لشبونة على أرضه، قدم بنفيكا شكوى ضد سليماني للاعتداء على أندرياس ساماريس بمرفقه في مباراة في كأس البرتغال في 21 نوفمبر 2015. بعد انتظار طويل وقبل يوم واحد من المباراة، أعلن الاتحاد البرتغالي أن سليماني يمكنه المشاركة في المباراة الحاسمة على اللقب. ومع ذلك، خسر الفريق 1-0 وتراجع إلى المركز الثاني خلف بنفيكا. بعد أسبوع واحد، سجل هدفه العشرين هذا الموسم في المباراة ضد إستوريل. سجل أربعة أهداف ضد بيلينينسيس، ماريتيمو وموريرينسي، وبورتو. في الجولة الأخيرة من الموسم، سجل هدفه 27 هذا الموسم ضد براغا. انتهت المباراة بنتيجة 4-0 لكنها لم تكن كافية لسبورتينج للفوز بلقب الدوري، حيث أنهى بنفيكا الدوري في المركز الأول بفارق نقطتين. في ذلك الموسم، سجل سليماني 27 هدفًا في الدوري لكنه أنهى الموسم خلف الهداف جوناس غونسالفيس أوليفيرابرصيد 32 هدفًا.
أراد سبورتنج الاحتفاظ بسليماني لكنه أصر على ترك النادي، وقد قبلت الإدارة ذلك أخيرًا. في 28 أغسطس 2016، لعب آخر مباراة له ضد بورتو في ملعب خوسيه ألفالادي وسجل هدفه الأخير لينهي المباراة بنتيجة 2-1 لصالح سبورتنج.

### ليستر سيتي

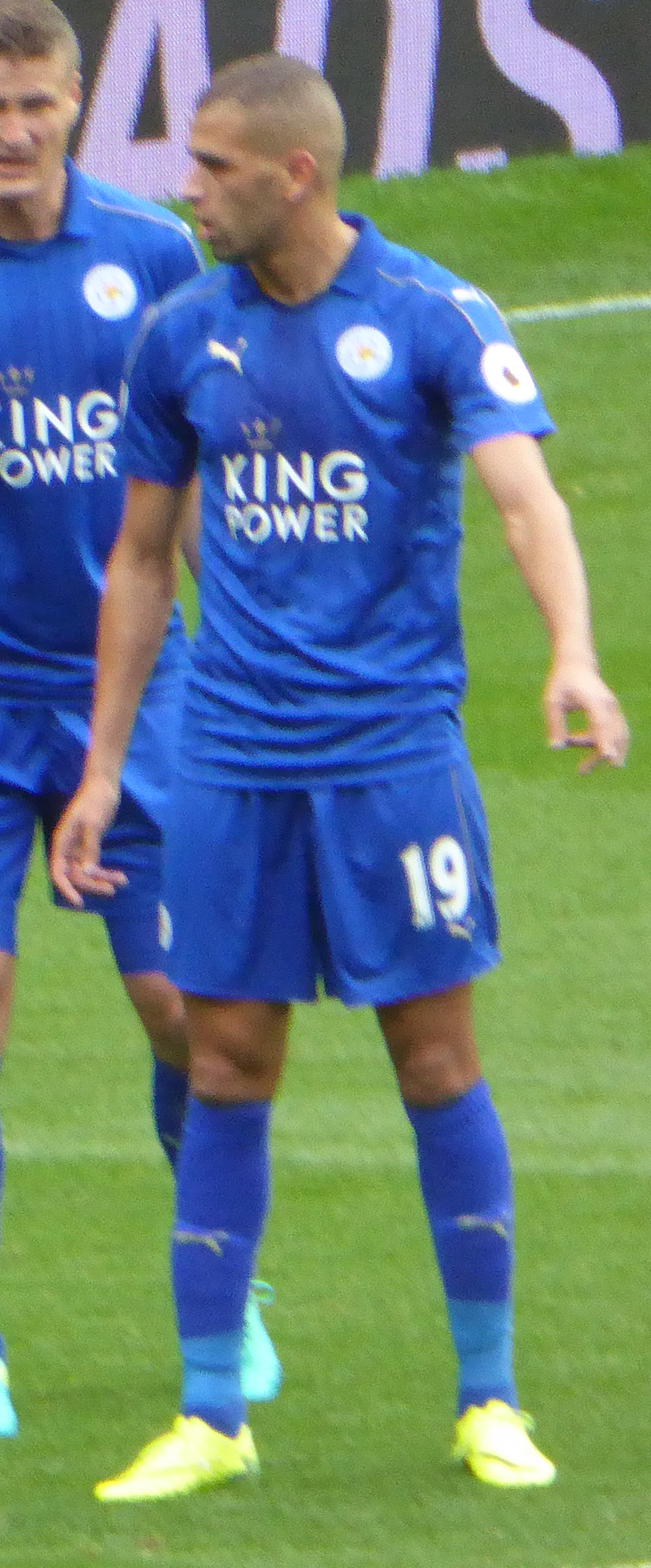
سليماني مع ليستر سيتي

في 31 أغسطس 2016، وهو اليوم الأخير من فترة الانتقالات الصيفية 2016-2017 في إنجلترا، انضم سليماني إلى بطل الدوري الإنجليزي الممتاز ليستر سيتي بموجب عقد مدته خمس سنوات. تكلفة الصفقة كانت 28 مليون جنيه إسترليني، وهو رقم قياسي لنادي ليستر. في 14 سبتمبر، ظهر لأول مرة مع ليستر في دوري أبطال أوروبا، حيث لعب 62 دقيقة في المبارة التي فاز بها ليستر سيتي 3-0 على كلوب بروج. بعد ثلاثة أيام، ظهر لأول مرة في الدوري الإنجليزي الممتاز في فوز فريقه 3-0 على بيرنلي، وسجل أول هدفين لفريقه. في 27 سبتمبر، سجل سليماني الهدف الوحيد في فوز ليستر 1-0 على بورتو في مرحلة المجموعات بدوري أبطال أوروبا بعد تمريرة من زميله الجزائري رياض محرز. كان هذا هو الهدف السادس له في مرمي إيكر كاسياس في عام 2016، سجل خمسة منها مع ناديه السابق سبورتنج لشبونة.
بعد هذا الهدف، فشل سليماني في التسجيل حتى الجولة 11 من الدوري الممتاز ضد وست بروميتش ألبيون من تمريرة من محرز، على الرغم من خسارة ليستر 2-1. في الجولة 13، سجل سليماني هدف التعادل لفريقه من ركلة جزاء في الدقيقة الأخيرة ضد ميدلسبره. في الجولة 15، ساعد سليماني فريقة للفوز على مانشستر سيتي 4-2 بعد تقديم تمريرتين للاعبين جيمي فاردي وآندي كينج. في 31 ديسمبر، وبعد خمس مباريات بدون أهداف، سجل سليماني هدف الفوز على وست هام يونايتد على ملعب كينج باور ليقود فريقه للفوز بالمباراة الخامسة في الدوري الممتاز هذا الموسم.
سجل سليماني أربعة من أهدافه الخمسة في الدوري من ضربات رأسية، لكنه تمكن من تحقيق دقة تسديد بنسبة 38٪ فقط بحلول يناير 2017. بعد مشاركته في كأس أمم إفريقيا، عاد سليماني للنادي مصابًا، مما أثر على أداءوه بقية موسمه حيث لم يشارك كثيرًا وأحرز هدفين فقط، ضد سندرلاند. وضد إيفرتون. في مباراة كأس الدوري ضد شيفيلد يونايتد، سجل هدفين.

### نيوكاسل يونايتد
في 31 يناير 2018، وقع سليماني لنادي نيوكاسل يونايتد على سبيل الإعارة حتى نهاية الموسم. منعته إصابة في الفخذ من الظهور لأول مرة مع النادي، ظهر لأول مره في فوز فريقه 1-0 على هدرسفيلد تاون، وشارك في صناعة الهدف الوحيد في المباراة، الذي سجله آيوزي بيريز. في 15 أبريل، شارك سليماني مرة أخرى في صناعة هدف الفوز في مباراة فريقه التي فاز بها 2-1 على آرسنال. في 3 مايو، تم إيقاف سليماني لثلاث مباريات لسلوكه العنيف بعد حادثة مع لاعب وست بروميتش ألبيون كريج داوسون، مما أنهى موسمه مع نيوكاسل.

### موناكو
في 25 أغسطس، في أول مباراة له سجل الهدف الأول مع موناكو ضد نيم أولمبيك. في 28 سبتمبر، شارك سليماني في جميع أهداف موناكو في المباراة التي فاز بها موناكو 4-1 على نادي بريست، وسجل من ركلة جزاء وقدم ثلاث تمريرات حاسمة. في 24 يونيو 2020، أعلن نادي موناكو رحيله بعد موسم ناجح.

### أولمبيك ليون
في 13 يناير 2021، أعلن نادي أولمبيك ليون الفرنسي ضم الجزائري إسلام سليماني لمدة موسم ونصف، حتى صيف 2022.

## مسيرته الدولية

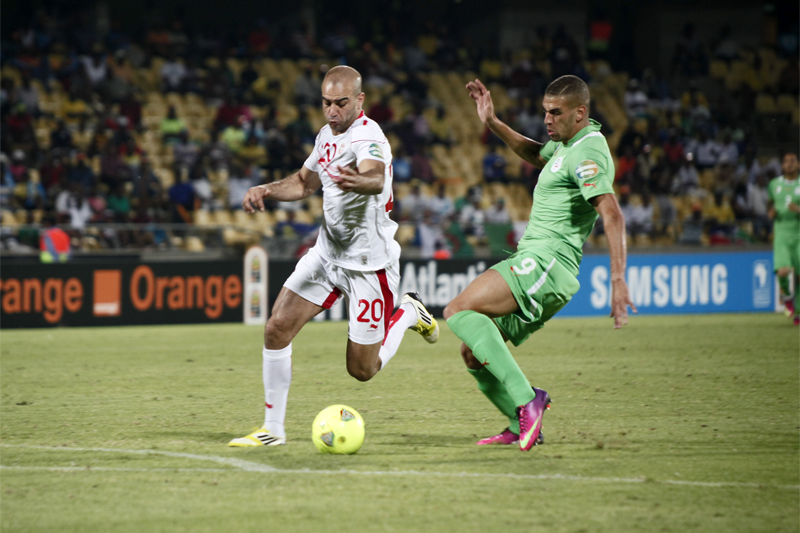
سليماني مع منتخب الجزائر في كأس أمم أفريقيا 2013

في 29 أكتوبر 2009، تم استدعاء سليماني لأول مرة في المنتخب الوطني الجزائري للمشاركة في التدريبات. في 9 مارس 2010، استدعى عبد الحق بن شيخة سليماني مرة أخرى، هذه المرة خلال تصفيات بطولة أمم إفريقيا 2012 ضد ليبيا. إنضم سليماني للمجموعة ليحل محل يوسف سعيبي المصاب لكنه لم يلعب.
في 12 مايو 2012، تم استدعاء سليماني لأول مرة في المنتخب الجزائري للعب مباريات تصفيات كأس العالم 2014 ضد مالي ورواندا، وكذلك للعب مباراة الإياب المؤهلة لكأس أمم إفريقيا 2013 ضد غامبيا. في 26 مايو، ظهر لأول مرة على أرض الملعب ودخل بين الشوطين في مباراة ودية ضد النيجر.
بعد أسبوع، في 2 يونيو، سجل سليماني هدفه الدولي الأول للجزائر في الفوز 4-0 على رواندا في تصفيات كأس العالم 2014 بضربة رأس. سجل هدفه الثاني في المباراة التي خسرتها الجزائر 2-1 ضد مالي بسبب خطأ من الحارس سومبيلا دياكيتي. في 15 يونيو 2012 سجل هدفين في مرمى غامبيا وسجل للمرة الثالثة على التوالي مع المنتخب الجزائري. في 9 سبتمبر، خلال مباراة ضد ليبيا، صنع هدفاً للاعب هلال سوداني الذي سمح للجزائر بالفوز 1-0 في مباراة الذهاب
تأهلت الجزائر لكأس العالم 2014، اختيار المدرب وحيد خليلهودزيتش سليماني لتشكيلة من 23 لاعباً. في 22 يونيو 2014، سجل سليماني الهدف الافتتاحي لمنتخب الجزائر في مباراة 4-2 ضد كوريا الجنوبية. كما قدم تمريرة حاسمة للهدف الثالث للفريق بتمرير الكرة إلى عبد المؤمن جابو. في 26 يونيو، سجل سليماني برأسية في تعادل الجزائر 1–1 مع روسيا، مما ساعد الفريق على التأهل إلى الأدوار الإقصائية لكأس العالم للمرة الأولى على الإطلاق بعد أن فشل المنتخب الجزائري في ذلك سابقًا في أعوام 1982 و 1986 و 2010. في مباراة دور الـ16 ضد ألمانيا، تم إلغاء هدف برأس سليماني في الشوط الأول بداعي التسلل، وفي وقت لاحق، تصدى الحارس الألماني مانويل نوير لتسديدته القوية في المرمى. خسرت الجزائر في نهاية المباراة 2-1 بعد الوقت الإضافي.
في 20 يونيو 2019، قال سليماني في تصريحات مصورة:
| إسلام سليماني | نحن هنا لكي نفوز بلقب كأس إفريقيا، وسنفعل كل شيء من أجل الفوز بالبطولة. | إسلام سليماني |

في 1 يوليو 2019، سجل سليماني هدف في فوز منتخب الجزائر علي تنزانيا في دور المجموعات بسبب خطأ من مدافعي المنتخب التنزاني في تمرير الكرة في سط الملعب استغله آدم وناس واستخلص الكرة ومررها لإسلام سليماني داخل منطقة الجزاء، وسددها على يسار حارس المرمى. في 19 يوليو 2019، فاز منتخب الجزائر لكرة القدم بكأس الأمم الأفريقية بعد التغلب على منتخب السنغال في المباراة النهائية على ملعب القاهرة الدولي. في 20 يوليه 2019، عبر سليماني عن فرحته الشديدة، بتتويج منتخب بلاده بلقب كأس أمم أفريقيا 2019. قال:
| إسلام سليماني | نحن أفضل جيل في تاريخ الكرة الجزائرية، فمنذ 2014، تمكنا في الوصول إلى دور الـ16 بكأس العالم والفوز بكأس أمم أفريقيا 2019 | إسلام سليماني |

## إحصاءات

### الأندية
حتي أكتوبر 2020 
| النادي               | الموسم               | الدوري                     | الدوري | الدوري  | الكأس الوطني | الكأس الوطني | كأس الدوري | كأس الدوري | آخر    | آخر     | قاري   | قاري    | مجموع  | مجموع   |
| النادي               | الموسم               | قسم                        | الظهور | الأهداف | الظهور       | الأهداف      | الظهور     | الأهداف    | الظهور | الأهداف | الظهور | الأهداف | الظهور | الأهداف |
| -------------------- | -------------------- | -------------------------- | ------ | ------- | ------------ | ------------ | ---------- | ---------- | ------ | ------- | ------ | ------- | ------ | ------- |
| شباب بلوزداد         | 2009–10              | الرابطة الجزائرية المحترفة | 30     | 8       | 3            | 1            | —          | —          | —      | —       | 8      | 1       | 41     | 10      |
| شباب بلوزداد         | 2010–11              | الرابطة الجزائرية المحترفة | 27     | 10      | 3            | 1            | —          | —          | —      | —       | —      | —       | 30     | 11      |
| شباب بلوزداد         | 2011–12              | الرابطة الجزائرية المحترفة | 26     | 10      | 5            | 2            | —          | —          | —      | —       | —      | —       | 31     | 12      |
| شباب بلوزداد         | 2012–13              | الرابطة الجزائرية المحترفة | 15     | 4       | 3            | 4            | —          | —          | 2      | 2       | —      | —       | 20     | 10      |
| شباب بلوزداد         | المجموع              | المجموع                    | 98     | 32      | 14           | 8            | —          | —          | 2      | 2       | 8      | 1       | 122    | 43      |
| سبورتنج لشبونة       | 2013–14              | الدوري البرتغالي الممتاز   | 26     | 8       | 2            | 2            | 2          | 0          | —      | —       | —      | —       | 30     | 10      |
| سبورتنج لشبونة       | 2014–15              | الدوري البرتغالي الممتاز   | 21     | 12      | 5            | 1            | 0          | 0          | —      | —       | 7      | 2       | 33     | 15      |
| سبورتنج لشبونة       | 2015–16              | الدوري البرتغالي الممتاز   | 33     | 27      | 2            | 2            | 1          | 0          | 1      | 0       | 7      | 2       | 44     | 31      |
| سبورتنج لشبونة       | 2016–17              | الدوري البرتغالي الممتاز   | 2      | 1       | —            | —            | —          | —          | —      | —       | —      | —       | 2      | 1       |
| سبورتنج لشبونة       | المجموع              | المجموع                    | 82     | 48      | 9            | 5            | 3          | 0          | 1      | 0       | 14     | 4       | 109    | 57      |
| ليستر سيتي           | 2016–17              | الدوري الإنجليزي الممتاز   | 23     | 7       | 1            | 0            | —          | —          | —      | —       | 5      | 1       | 29     | 8       |
| ليستر سيتي           | 2017–18              | الدوري الإنجليزي الممتاز   | 12     | 1       | 3            | 0            | 3          | 4          | —      | —       | —      | —       | 18     | 5       |
| ليستر سيتي           | 2020–21              | الدوري الإنجليزي الممتاز   | 1      | 0       | 0            | 0            | 0          | 0          | —      | —       | 0      | 0       | 1      | 0       |
| ليستر سيتي           | المجموع              | المجموع                    | 36     | 8       | 4            | 0            | 3          | 4          | 0      | 0       | 5      | 1       | 48     | 13      |
| نيوكاسل يونايتد      | 2017–18              | الدوري الإنجليزي الممتاز   | 4      | 0       | —            | —            | —          | —          | —      | —       | —      | —       | 4      | 0       |
| نادي فنربخشة         | 2018–19              | الدوري التركي الممتاز      | 15     | 1       | 3            | 1            | —          | —          | —      | —       | 7      | 3       | 25     | 5       |
| موناكو               | 2019–20              | الدوري الفرنسي             | 18     | 9       | 0            | 0            | 1          | 0          | —      | —       | —      | —       | 19     | 9       |
| أولمبيك ليون         | 2020–21              | الدوري الفرنسي             | 0      | 0       | 0            | 0            | —          | —          | —      | —       | —      | —       | 0      | 0       |
| مجموع مسيرته الكروية | مجموع مسيرته الكروية | مجموع مسيرته الكروية       | 253    | 98      | 30           | 14           | 6          | 4          | 3      | 2       | 34     | 9       | 327    | 127     |

### المنتخبات
حتي 18 نوفمبر 2019 
| منتخب                    | السنة   | الظهور | الأهداف |
| ------------------------ | ------- | ------ | ------- |
| منتخب الجزائر لكرة القدم | 2012    | 6      | 5       |
| منتخب الجزائر لكرة القدم | 2013    | 11     | 4       |
| منتخب الجزائر لكرة القدم | 2014    | 13     | 4       |
| منتخب الجزائر لكرة القدم | 2015    | 11     | 7       |
| منتخب الجزائر لكرة القدم | 2016    | 5      | 3       |
| منتخب الجزائر لكرة القدم | 2017    | 9      | 3       |
| منتخب الجزائر لكرة القدم | 2018    | 4      | 0       |
| منتخب الجزائر لكرة القدم | 2019    | 9      | 3       |
| منتخب الجزائر لكرة القدم | 2020    | 0      | 0       |
| منتخب الجزائر لكرة القدم | 2021    | 10     | 9       |
| منتخب الجزائر لكرة القدم | 2022    | 5      | 2       |
| المجموع                  | المجموع | 84     | 40      |

## الإنجازات

### سبورتنج لشبونة
- كأس البرتغال: 2014-15 [52]
- كأس السوبر البرتغالي: 2015 [53]

### الجزائر
- كأس الأمم الأفريقية: 2019 [54]

### فردية
- الكرة الذهبية الجزائرية: 2013 [55]
- رجل المباراة في نهائي كأس البرتغال: 2015 [52]